# Стелла, Беньямино
Беньямино Стелла (итал. Beniamino Stella; род. 18 августа 1941, Пьеве-ди-Солиго, королевство Италия) — итальянский куриальный кардинал и ватиканский дипломат. Титулярный архиепископ Мидилы с 21 августа 1987 по 22 февраля 2014. Апостольский делегат и апостольский пронунций в Чаде с 7 ноября 1987 по 15 декабря 1992. Апостольский нунций в Центральноафриканской Республике с 7 ноября 1987 по 15 декабря 1992. Апостольский пронунций в Республике Конго с 7 ноября 1987 по 15 декабря 1992. Апостольский нунций на Кубе с 15 декабря 1992 по 11 февраля 1999. Апостольский нунций в Колумбии с 11 февраля 1999 по 13 октября 2007. Президент Папской Церковной Академии с 13 октября 2007 по 21 сентября 2013. Префект Конгрегации по делам духовенства с 21 сентября 2013 по 11 июня 2021. Кардинал-дьякон с титулярной диаконией Санти-Козма-э-Дамиано с 22 февраля 2014 по 1 мая 2020. Кардинал-епископ Порто — Санта-Руфины с 1 мая 2020.

## Ранняя жизнь, образование и священство
Беньямино Стелла родился 18 августа 1941 года, в Пьеве-ди-Солиго, в провинции Тревизо, в епархии Витторио-Венето. В 1960 году он переехал в Рим, где был студентом в Папской Римской семинарии и Папском Латеранском университете, на факультете философии и теологии.
19 марта 1966 года он был рукоположен в сан священника тогдашним епископом Витторио-Венето Альбино Лучани, будущим Папой Иоанном Павлом I. После окончания обучения в каноническом праве в Папском Латеранском университете, Лучиани направил его в Папскую Церковную академию.

## На дипломатической службе Святого Престола
Отец Стелла поступил на дипломатическую карьеру в 1970 году, и начиная с этого года работал в апостольской нунциатуре в Санто-Доминго, Заире и на Мальте.
21 августа 1987 года монсеньор Стелла был избран титулярным архиепископом Мидилы и посвящён, 5 сентября 1987 года, в базилике Святого Петра Папой римским Иоанном Павлом II, соконсекраторами на ординации были: титулярный архиепископ Тагоры Эдуардо Мартинес Сомало (позднее ставший кардиналом) — заместитель государственного секретаря Святого Престола и епископ Анжера Жан-Пьер-Мари Оршан.
7 ноября 1987 года архиепископ Стелла был назначен апостольским делегатом в Чаде (с 1989 года апостольский пронунций в Чаде), апостольским пронунцием в Республике Конго и апостольским нунцием в ЦАР, которые он занимал до 15 декабря 1992 года, а затем переведен в апостольскую нунциатуру на Кубе. Через шесть лет Стелла был назначен апостольским нунцием в Колумбии, пост который он занимал до 13 октября 2007 года.

## На работе в Римской курии
13 октября 2007 года архиепископ Стелла был назначен президентом Папской Церковной Академии, престижного учреждения, которое готовит дипломатов Святого Престола.
21 сентября 2013 года, неожиданно для многих, архиепископ Стелла был назначен префектом Конгрегации по делам духовенства, вместо назначенного великим пенитенциарием кардинала Мауро Пьяченцы.
Данное назначение привело к возведению архиепископа Стеллы в сан кардинала на ближайшей консистории Папы Франциска.

## Кардинал
12 января 2014 года было объявлено, что Беньямино Стелла будет возведён в кардиналы на консистории от 22 февраля 2014 года.
1 мая 2020 года Папа Франциск возвёл Беньямино Стеллу в достоинство кардинала-епископа с титулом субурбикарной епархии Порто — Санта-Руфины.
11 июня 2021 года Папа Франциск принял отставку кардинала Стеллы с поста префекта Конгрегации по делам духовенства и назначил его преемником Лазаруса Ю Хына Сика
18 августа 2021 года кардиналу Стелла исполнилось 80 лет и он потерял право на участие в Конклаве.